# Simone Ashley
Simone Ashwini Pillai (Camberley, 30 de marzo de 1995), conocida artísticamente como Simone Ashley, es una actriz británica de origen indio. Es reconocida por sus papeles en las producciones de Netflix Sex Education y Bridgerton, que han recibido elogios de la crítica y una numerosa base de fanáticos.

## Primeros años y educación
Nació en Camberley, Surrey, en una familia de raíces tamil. Sus padres, Latha y Gunasekharan, han influido en su vida artística, fomentando su amor por la música y las artes desde una edad temprana. Creció cantando ópera, música clásica y tocando piano. La familia se mudó a la ciudad de Beaconsfield, donde Ashley asistió a la escuela Redroofs Theatre School en Maidenhead, para luego completar su formación en la escuela Arts Educational Schools (ArtsEd) en Londres.Su dedicación y pasión por la actuación le permitieron sobresalir en sus estudios y participar en diversas producciones escolares. 

## Carrera
Hizo su debut en 2018 con un pequeño papel en la película Boogie Man, donde interpretó a Aarti, y luego participó en Kll Ben Lyk como uno de los personajes de Ben Lyk. En 2019, debutó en la televisión en la producción de Netflix Sex Education, donde interpretó el papel de Olivia Hanan, una estudiante con un fuerte sentido de justicia. Apareció en la miniserie de thriller psicológico de la cadena ITV The Sister como Elise Fox, un papel que le permitió mostrar su versatilidad como actriz.
Audicionó en 2020 para un papel en la serie de Netflix Bridgerton, y en febrero de 2021 se anunció que protagonizaría a Lady Kate en la segunda temporada de la producción, junto a Jonathan Bailey como Anthony, lo que solidificó su lugar en el mundo del entretenimiento. Su actuación en esta serie ha sido elogiada por su química con el elenco y su interpretación de un personaje fuerte y decidido. 
Encarnó a Indira, una de las hermanas mayores de Ariel, en la película La Sirenita, estrenada en mayo de 2023.Esta participación marcó un hito en su carrera al ser parte de una adaptación tan esperada, lo que aumentó su visibilidad en la industria cinematográfica.

## Filmografía

### Películas
| Año  | Título                     | Personaje     | Notas        |  |
| ---- | -------------------------- | ------------- | ------------ |  |
| 2015 | Straight Outta Compton     | Extra         |              |  |
| 2018 | Boogie Man                 | Aarti         |              |  |
| 2018 | Kill Ben Lyk               | Chica Ben Lyk |              |  |
| 2018 | Sparrow                    | Taylor        | Cortometraje |  |
| 2019 | Pokémon: Detective Pikachu | La novia      |              |  |
| 2023 | La Sirenita                | Indira        |              |  |
| 2024 | 10 Lives                   | Rose          | Voz          |  |
| 2025 | Picture This               | Pia           |              |  |
| 2025 | F1                         | Ella misma    | Cameo        |  |

### Televisión
| Año         | Título                    | Personaje             | Notas                                                                  |
| ----------- | ------------------------- | --------------------- | ---------------------------------------------------------------------- |
| 2016        | Wolfblood                 | Zuhra                 | 2 episodios                                                            |
| 2016        | Guilt                     | Amanda                | Episodio: "Un Plan Sencillo"                                           |
| 2017        | Broadchurch               | Dana                  | 2 episodios                                                            |
| 2017        | Strike                    | Alicia                | Episodio: "El Cuckoo está Llamando: Parte 3"                           |
| 2017        | L'ispettore Coliandro     | Veena                 | Episodio: "Club Mortal"                                                |
| 2018        | Doctores                  | Sofía Johal           | Episodio: "Cualquier Momento"                                          |
| 2019        | Casualty                  | Shai Anderson         | 1 episodio                                                             |
| 2019        | A Working Mom's Nightmare | Aisha                 | Película de televisión                                                 |
| 2019 –2021  | Sex Education             | Olivia Hanan          | 15 episodios                                                           |
| 2020        | The Sister                | Elise Fox             | Miniserie; 3 episodios                                                 |
| 2022 - 2023 | Bridgerton                | Kathani “Kate” Sharma | Personaje principal (temporada 2) - Personaje secundario (temporada 3) |
| 2022        | The Crazy and the Good    | La Hermosa            | Extra                                                                  |